# Guerlange
Ne doit pas être confondu avec Guerlange.
Guerlange (luxembourgeois Gierleng) est un village de la Lorraine belge et Pays d'Arlon (Arelerland), sis au nord-est de la ville d'Athus, en proximité immédiate de la frontière luxembourgeoise. Administrativement il fait aujourd'hui partie de la ville et commune d'Aubange, en Région wallonne dans la province de Luxembourg. On y parle habituellement est le luxembourgeois. Il faisait autrefois partie de la commune de Messancy.

## Géographie

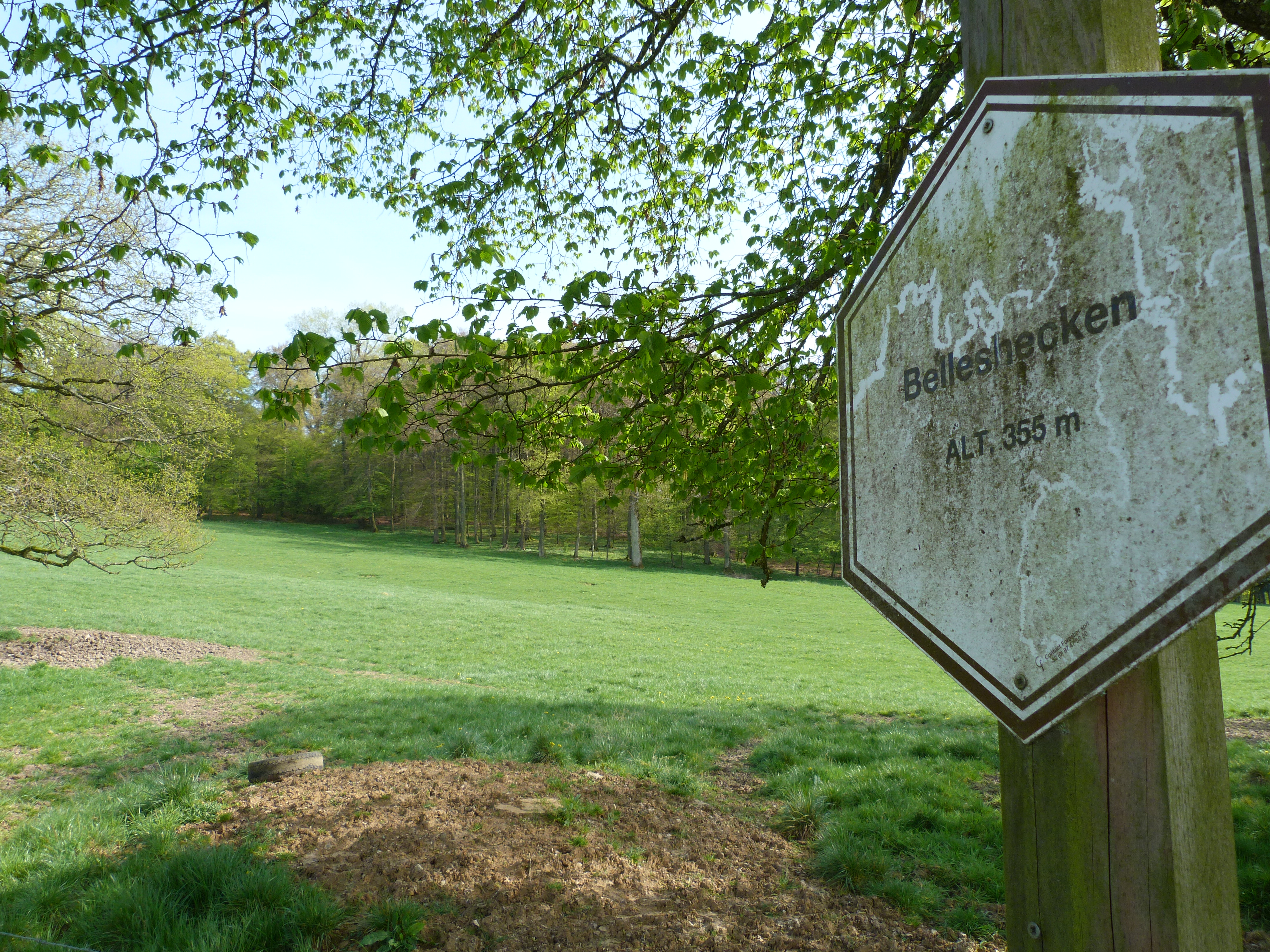
Le lieu-dit du Belleshecken est le point culminant de la commune d'Aubange et se trouve à quelques dizaines de mètres au nord de Guerlange.

### Situation
Situé au sud du royaume de Belgique et de la province, à quelques encablures des trois frontières (France, Belgique, Luxembourg), Guerlange est à une vingtaine de kilomètres à l'ouest de la ville de Luxembourg, à 15 km au sud d'Arlon et à 8 km au nord-est de Longwy.
Le point le plus haut de la commune d'Aubange se trouve juste au nord est du village, c'est le lieu-dit Belleshecken, qui culmine à 388 mètres.c
Grâce aux nouvelles résidences de la rue du Pas-de-Loup et de la rue Mühlenberg, principalement des maisons unifamiliales, le village forme à présent un continuum bâti avec Athus et Longeau.

### Géologie
Guerlange fait partie de la Lorraine belge, seule région géologique du Jurassique (Ère secondaire) du pays. Il est situé sur la pente douce de la deuxième cuesta de Lorraine, la cuesta charmouthienne.

### Hydrographie
Guerlange est traversée par l'Oderingergrund, un petit ruisseau affluent de la Messancy, prenant sa source à l'est du village, dans le bois d'Athus.

## Histoire

### Origines
Les premiers habitants de Guerlange seraient d'origine celte. En effet, une tombe celte a été retrouvée à Clemency, le village voisin, et beaucoup d'indices portent à croire que les premières mentions du village sont de la même origine, comme le lieu-dit du Belleshecken, qui se traduit par « les haies de Bel », Bel étant l'autre nom pour Belenos, une divinité celte.
Vers 800, Guerlange se dote d'une première église qui est alors en bois. En 1294 survint la première évocation d'un seigneur du village, « Thilmann de Guerlange », et en 1326 est faite la première mention de la famille de Noedelange, château-ferme situé en bas du village, par le mariage de Catherine de Noedelange, les biens seigneuriaux passant aux « d'Outscheidt ». En 1337, une nouvelle église est construite, cette fois en pierre et de style gothique.
En 1544, Guerlange fait partie du duché de Luxembourg mais les troupes françaises qui l'envahissent, pillent le village et incendient l'église. La peste tue tous les habitants en 1636. Vers 1750 est bâtie la première école du village (elle sera fermée en 1975 car il manquera, à l'époque, un élève pour atteindre le quota exigé). Pendant ce temps le duché de Luxembourg passe aux mains de la famille des Habsbourg, c'est la période autrichienne.

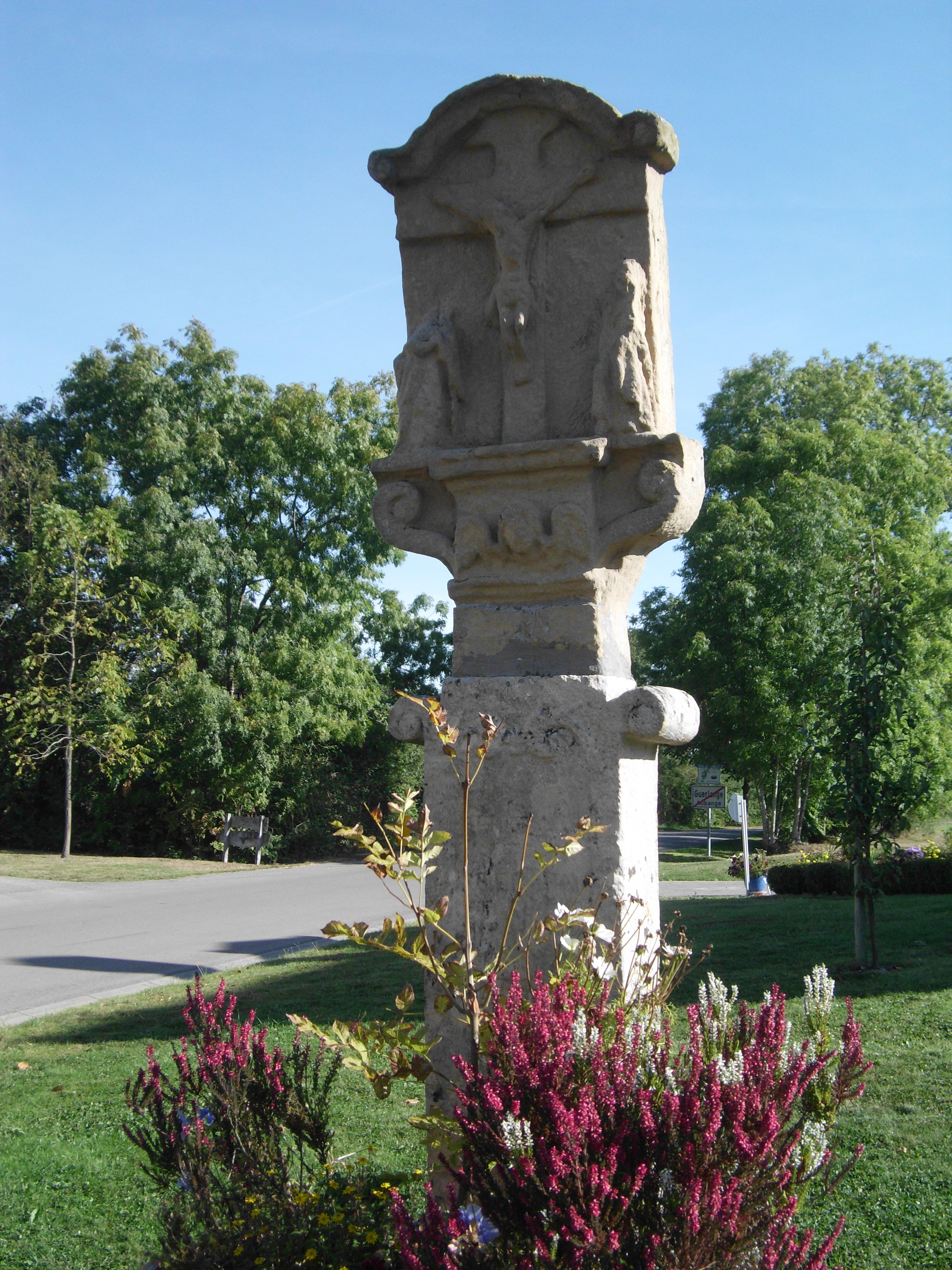
Un des vieux calvaires du village, remontant au XVIIIe siècle

### Guerlange moderne (période belge)
Après la Révolution française de 1789, la France reconquit le duché de Luxembourg auquel appartenait Guerlange. Autrefois faisant partie de la paroisse de Garnich, le village fusionna avec Messancy à cette époque. Mais après la défaite de Napoléon à la bataille de Waterloo en 1815, l'actuelle Belgique ainsi que l'actuel Luxembourg, passèrent aux mains du royaume des Pays-Bas de Guillaume Ier. Lors de la révolution belge de 1830, le village fait toujours partie du duché de Luxembourg qui est alors offert entièrement à la Belgique après l'indépendance de cette dernière. Les grandes puissances européennes de l'époque étant résolues à priver le jeune royaume du point stratégique qu'est la forteresse de Luxembourg-Ville, les protocoles de Londres (20 janvier 1831) stipulèrent que la Belgique devait rendre le Luxembourg au roi des Pays-Bas. Le traité des XXIV articles (15 novembre 1831), accorda cependant à la Belgique le Luxembourg wallon, ainsi que le Pays d'Arlon (Arelerland) pourtant de langue luxembourgeoise. C'est ainsi que Guerlange resta belge alors que le Grand-duché devenait progressivement indépendant.
En 1859 on note la construction et l'ouverture de la nouvelle église dédiée à saint Martin. Le village est plus au moins épargné par les deux guerres mondiales en termes de destruction. Quant intervient la fusion des communes de Belgique en 1977, Guerlange quitte la commune de Messancy pour rejoindre celle d'Aubange. Le village dépend alors de la section d'Athus.

## Toponymie
Le nom de Guerlange viendrait de l'ancien parlé germanique du temps où le village s'appelait Guerlingen. Gerl + ingen se traduirait par « la propriété de Ger(ald) ».

## Démographie
Ce graphique reprend le nombre d'habitants du village au 1er janvier de chaque année selon le site internet officieux du village pour les années 1821 et 1957, ainsi que selon registre officiel de la population de la commune d'Aubange, consulté en avril 2013 pour les autres années.
Au 1er janvier 2020, le village comptait 336 habitants.

## Patrimoine
- La ferme-château de Noedelange située à deux pas du village.
- Les calvaires du village, dont certains remontent au XVIIIe siècle.
- L'église Saint-Martin[5]

### L'ancien cimetière
L'ancien cimetière de Guerlange. À l'entrée, on peut y voir un calvaire en pierre du XVIIIe siècle. On peut voir également les restes de la sacristie à trois pans de l'ancienne église datée de 1722 et abritant le monument funéraire de Katarina von Schifeldingen et un calvaire. Ce dernier remonte au XVIIIe siècle et représente un Christ en croix entouré de saint Jean et de la Vierge. On peut y lire une inscription rappelant le nom des donateurs.

Le vieux cimetière
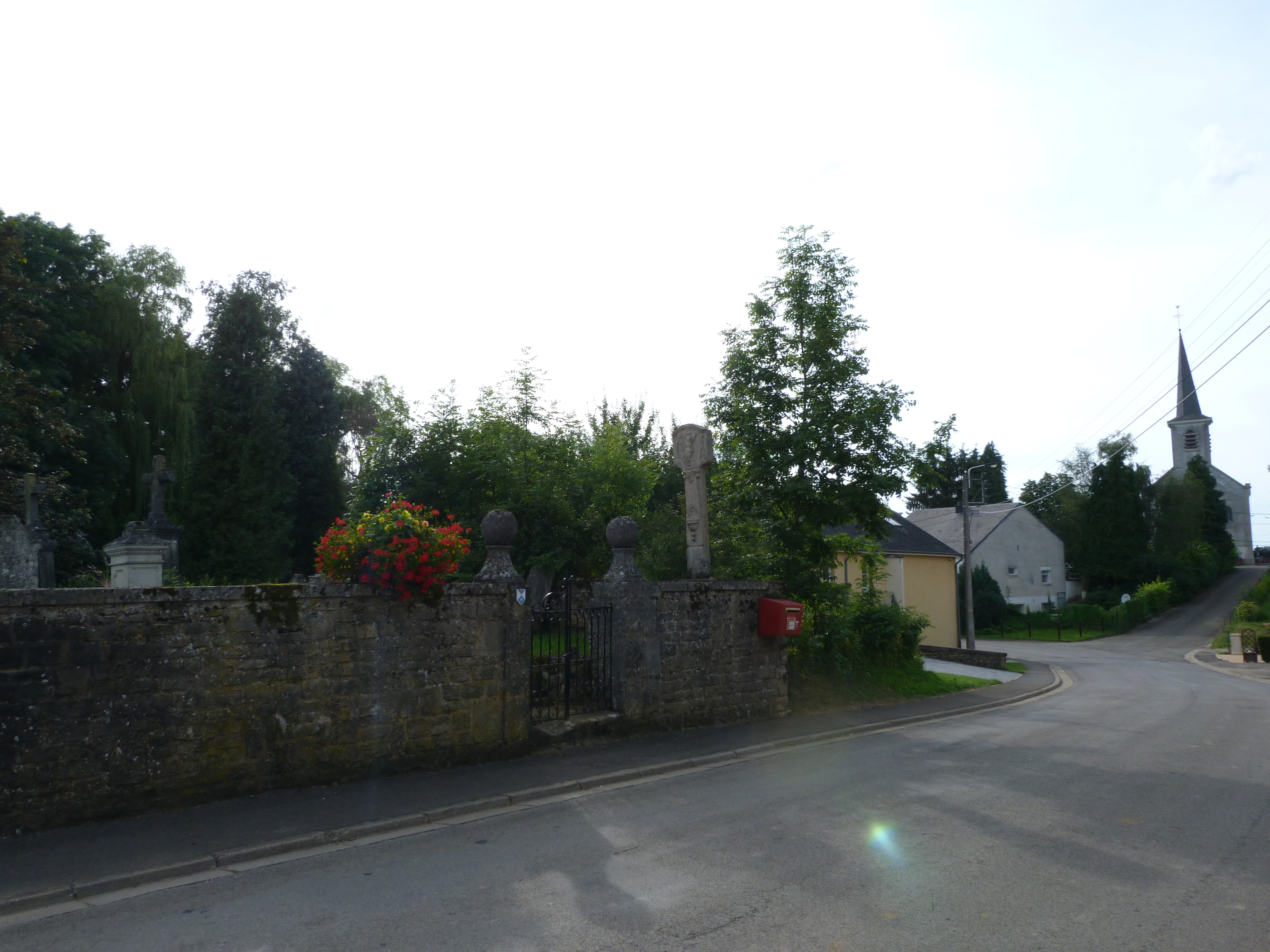
Le cimetière et l'église Saint-Martin en fond.
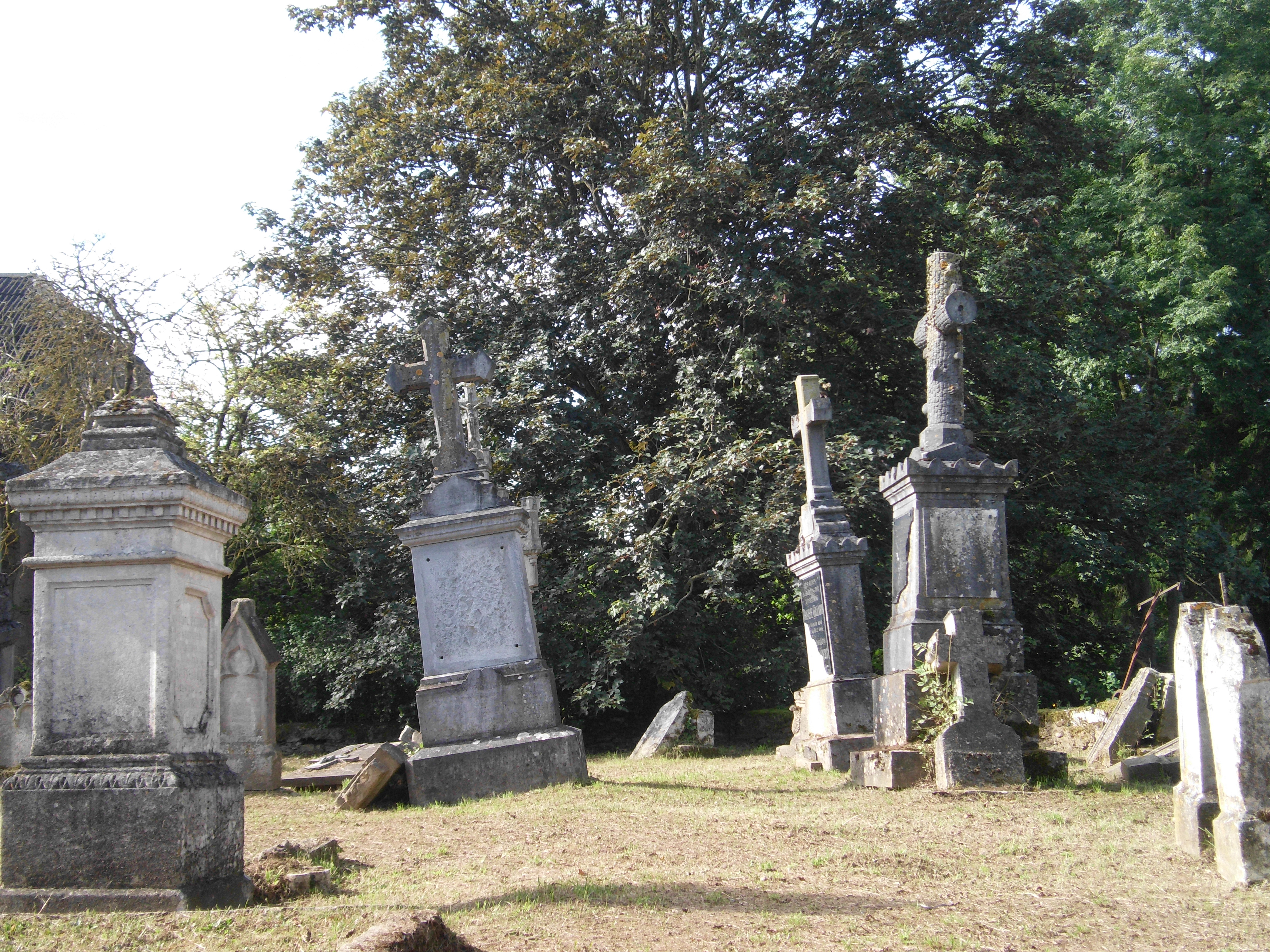
Ancien cimetière
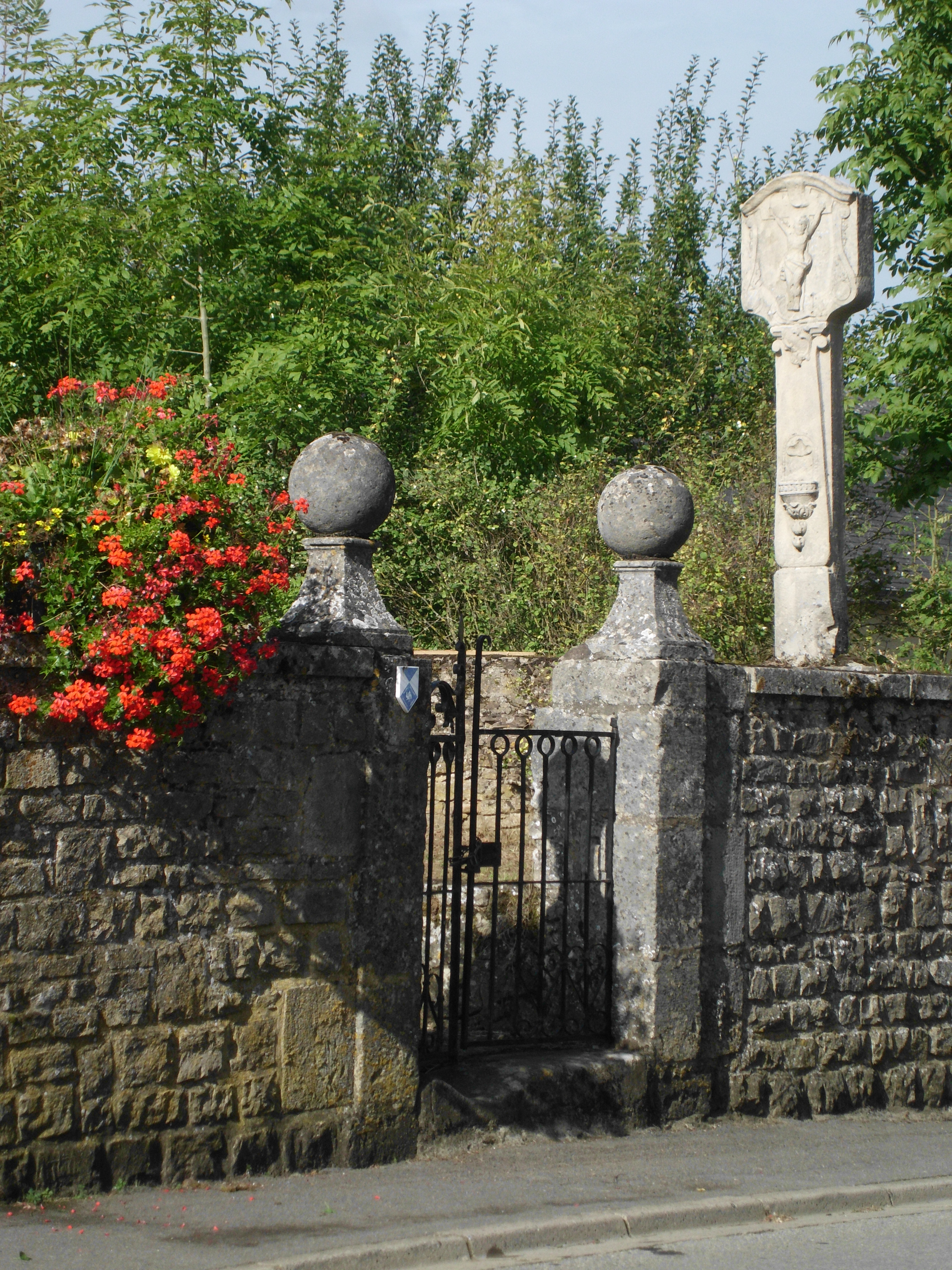
Un calvaire dans le cimetière
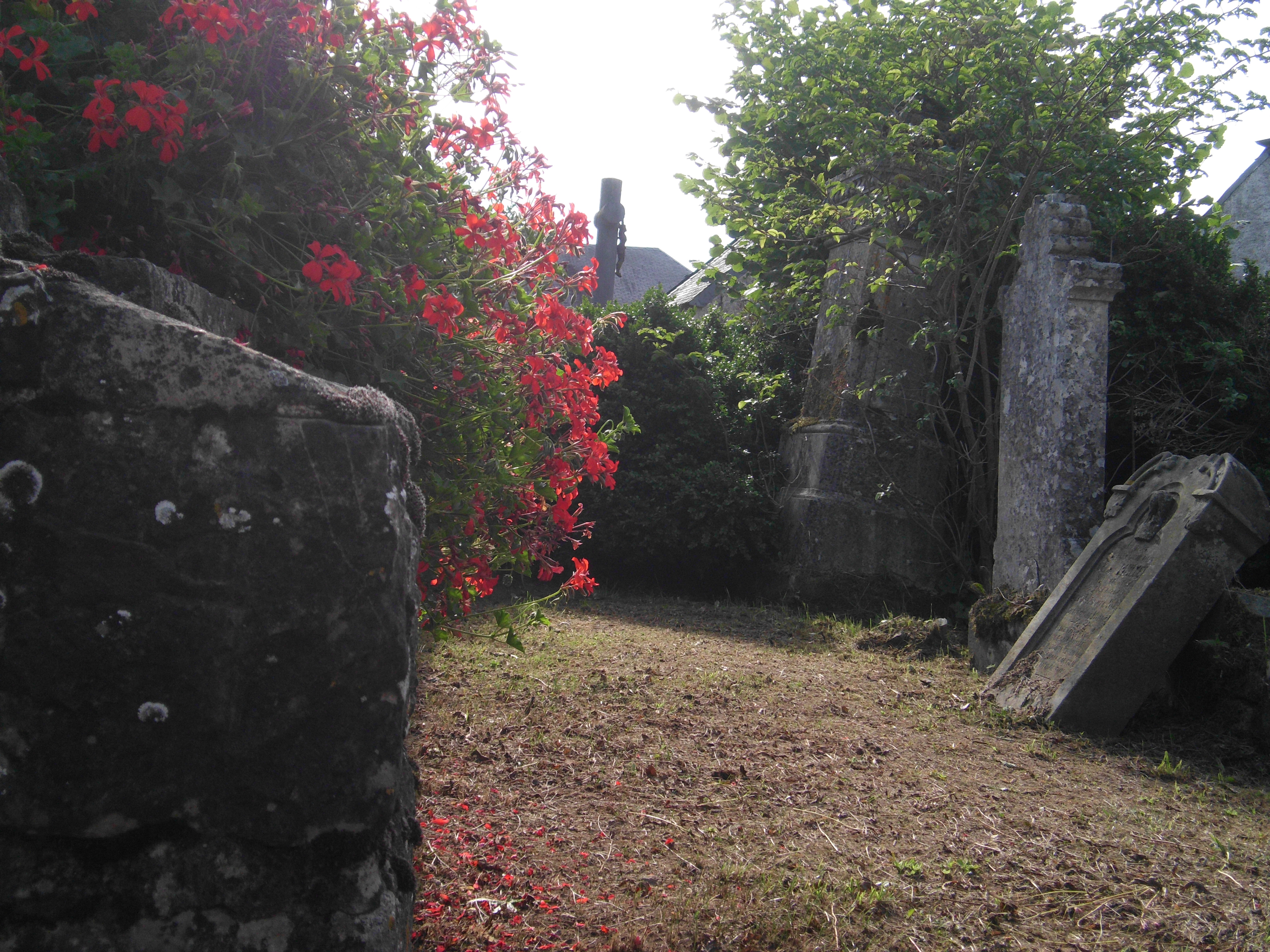
Ancien cimetière
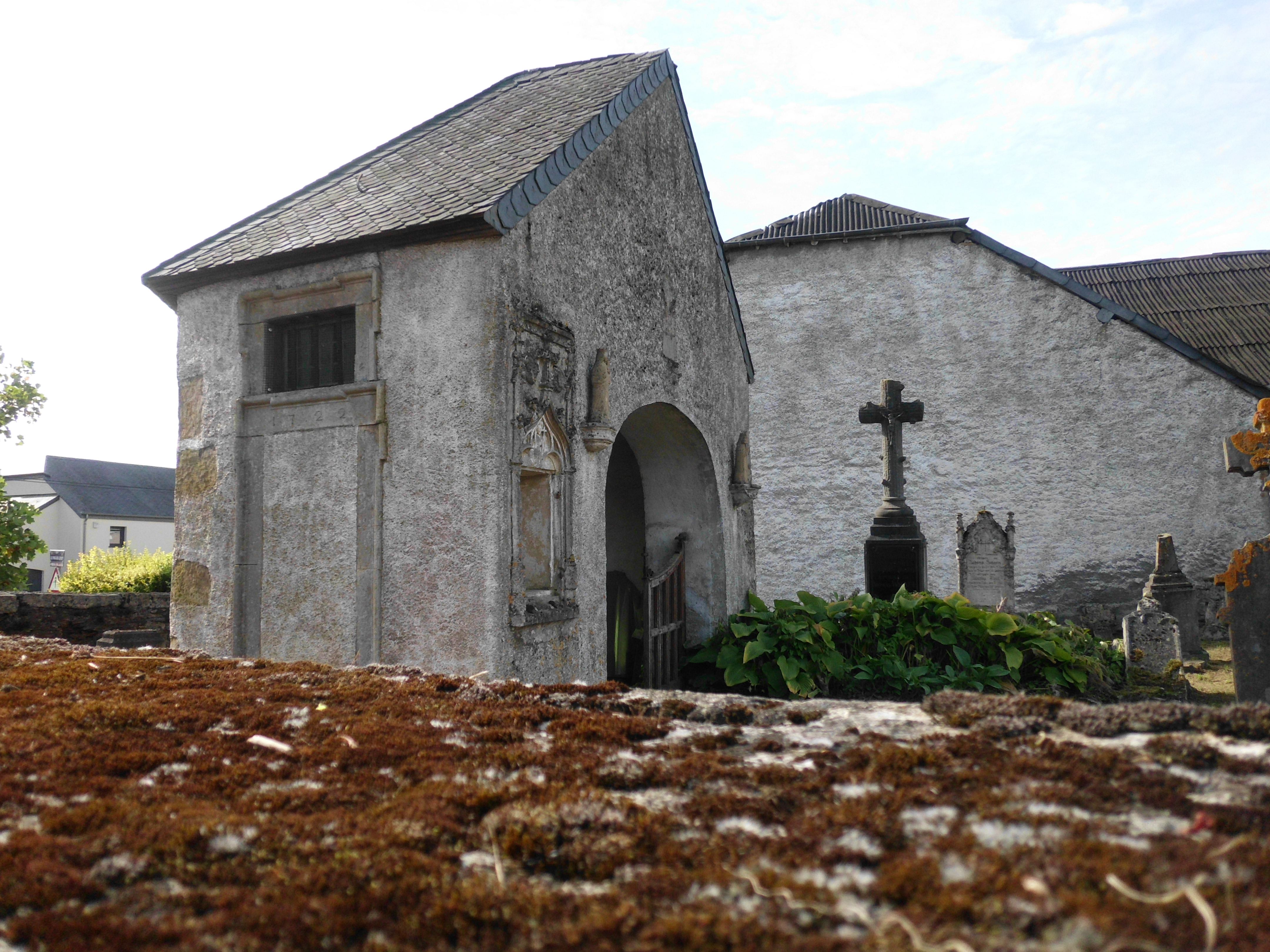
La sacristie.

### La chapelle Notre-Dame au Chêne

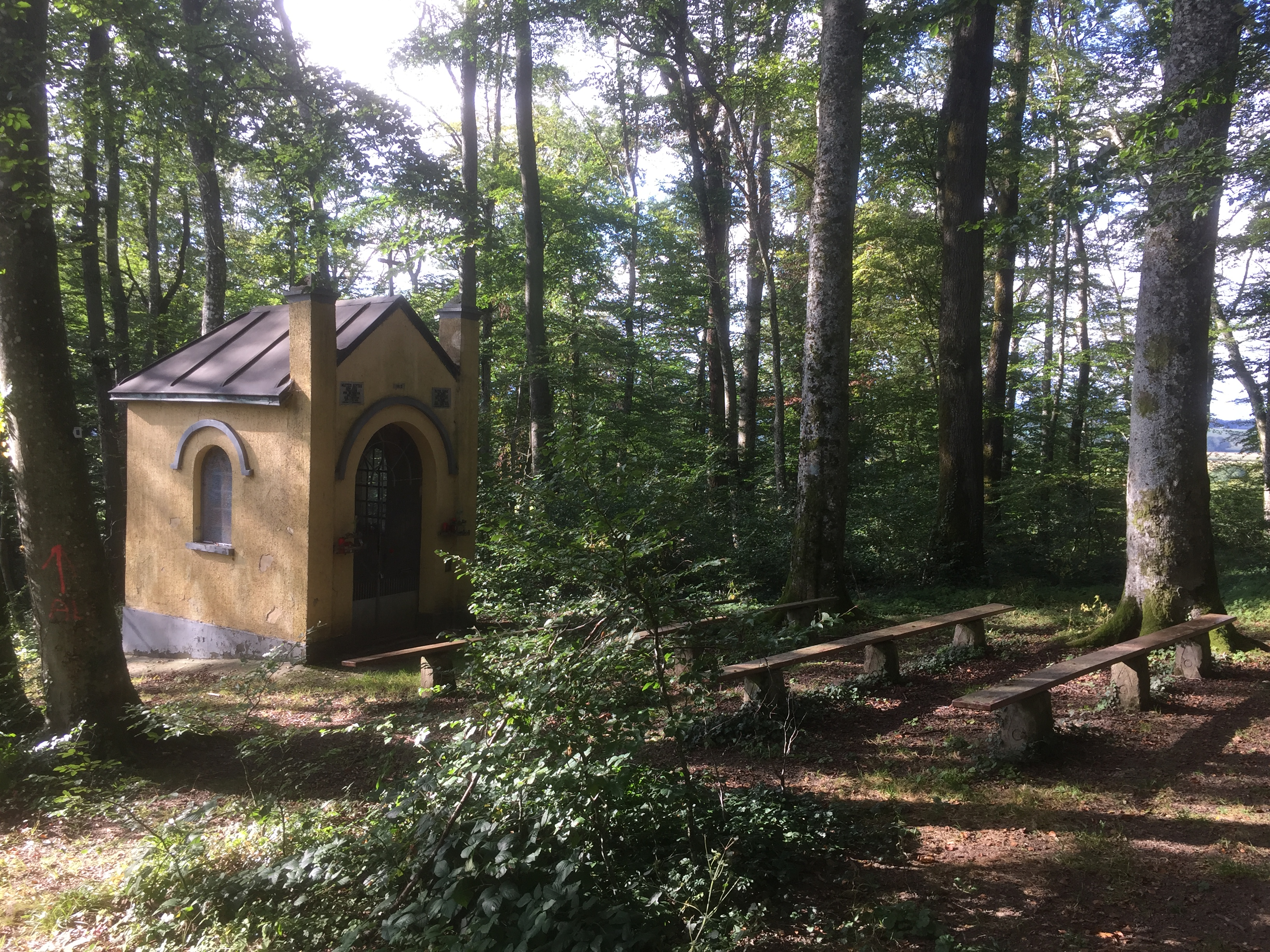
La chapelle Notre-Dame au Chêne.

La Chapelle Notre-Dame au Chêne (en luxembourgeois Mutter Gottes vum Kues) est une chapelle établie à la lisière de la forêt (le Bois d'Athus), où un pèlerinage (modeste) a lieu chaque année le premier dimanche de mai. Il commémore la légende qui veut que les habitants du village avaient placé une statue dans le creux d'un chêne, mais qu'un beau jour (probablement au XVIIIe siècle) la foudre s'abattit sur l'arbre en laissant toutefois la statue intacte. Les autochtones y perçurent un miracle et décidèrent de placer cette statue dans un oratoire puis d'y construire une chapelle, qui fut baptisée la Chapelle Notre-Dame du Chêne (chêne se disant Kues en luxembourgeois). 
La chapelle actuelle date de 1912 et, sur sa façade y est apposée une inscription datant de 1780, a gauche en allemand et à droite en français : « Mutter Gottes vum Kues trosterin der Betrubten, nelferin der christen, bitt für uns » « Notre-Dame au Chêne, consolatrice des affligés, secours des chrétiens, priez pour nous ».

## Autres

### La Stuff
La Stuff est la salle des fêtes du village. La « petite Stuff » était à l'origine une école mais elle ferma ses portes en 1975 et fut donc transformée en salle des fêtes. En 2008, une nouvelle salle est inaugurée (par le ministre Philippe Courard, entre autres), plus grande et plus moderne.
La « petite Stuff » accueille, pour citer l'essentiel, les réunions du club de Scrabble et l'apéritif d'après-messe du dimanche matin. Plus récemment, le tout nouveau " Club des jeunes (A.S.B.L)" de Guerlange crée en octobre 2017 par Gilles Schmit a également élu domicile dans cette salle. Les salles, ainsi que toutes les manifestations guerlangeoises, culturelles ou autres, sont gérées par le staff, regroupant en son sein plusieurs résidents du village. 

## Personnalités
- Paul Mathieu, écrivain, poète, critique littéraire et enseignant belge, vit au village.

## Images

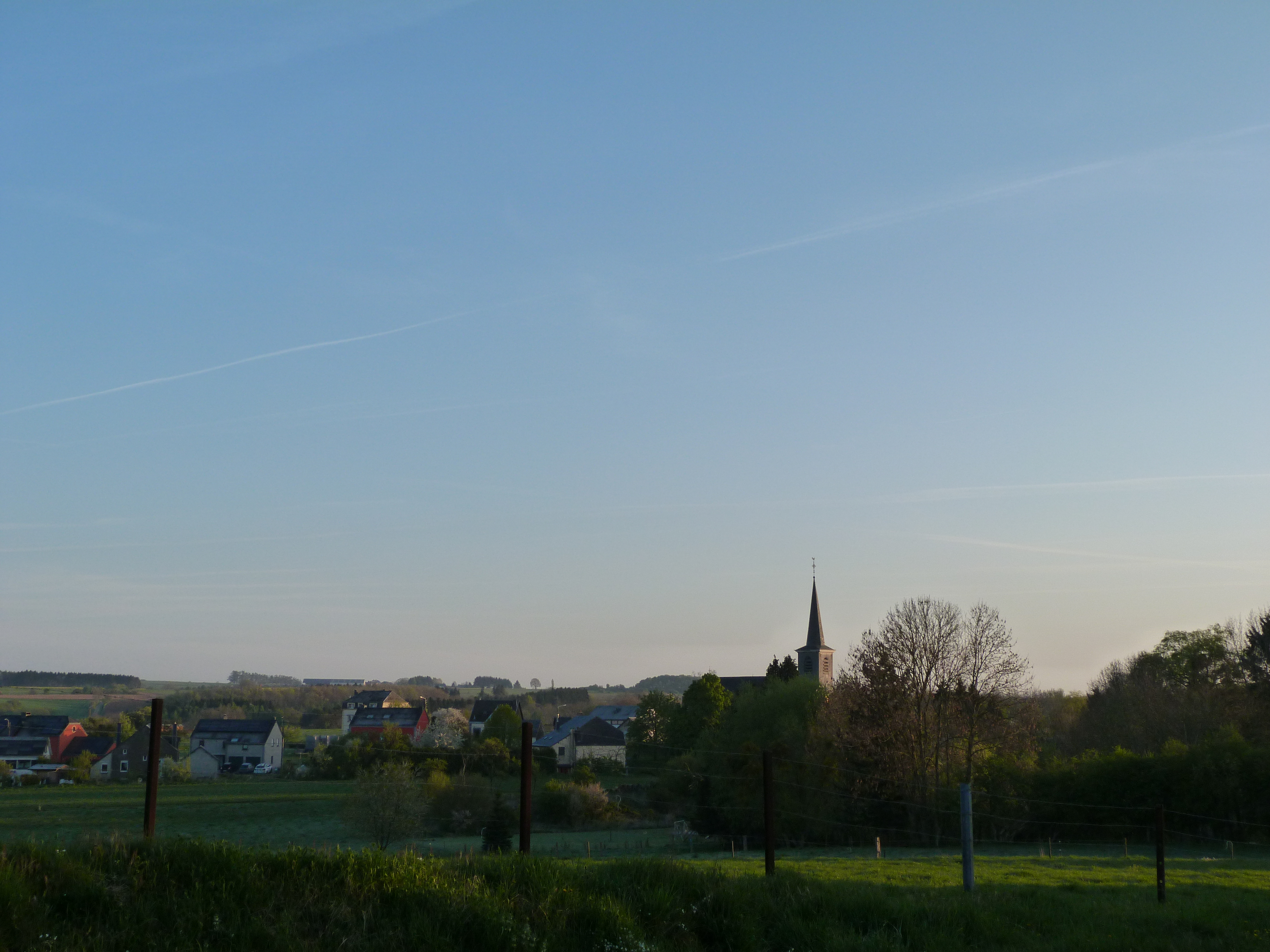
Vue Globale du vieux village depuis la rue du Pas-de-Loup.
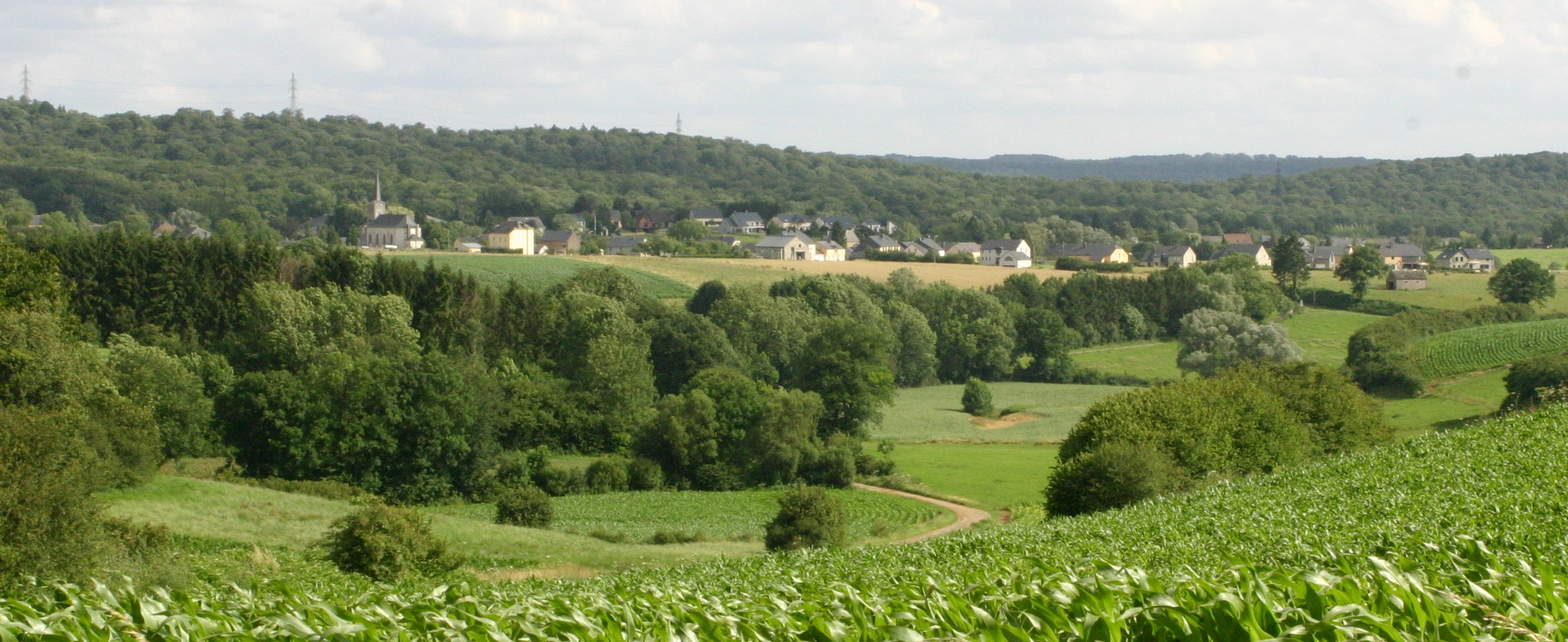
Vue générale depuis la rue du Bois
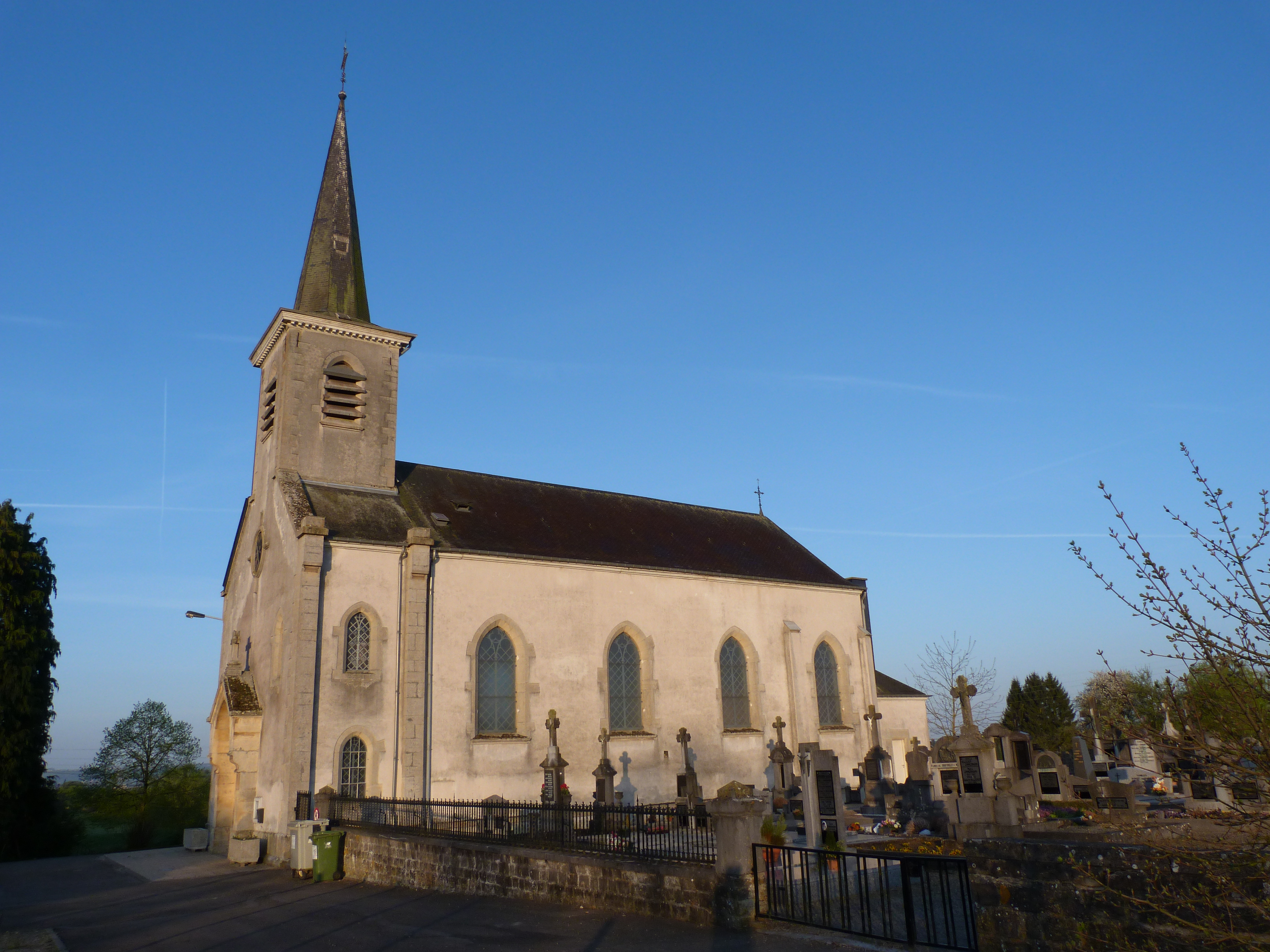
L'église Saint-Martin et le nouveau cimetière.
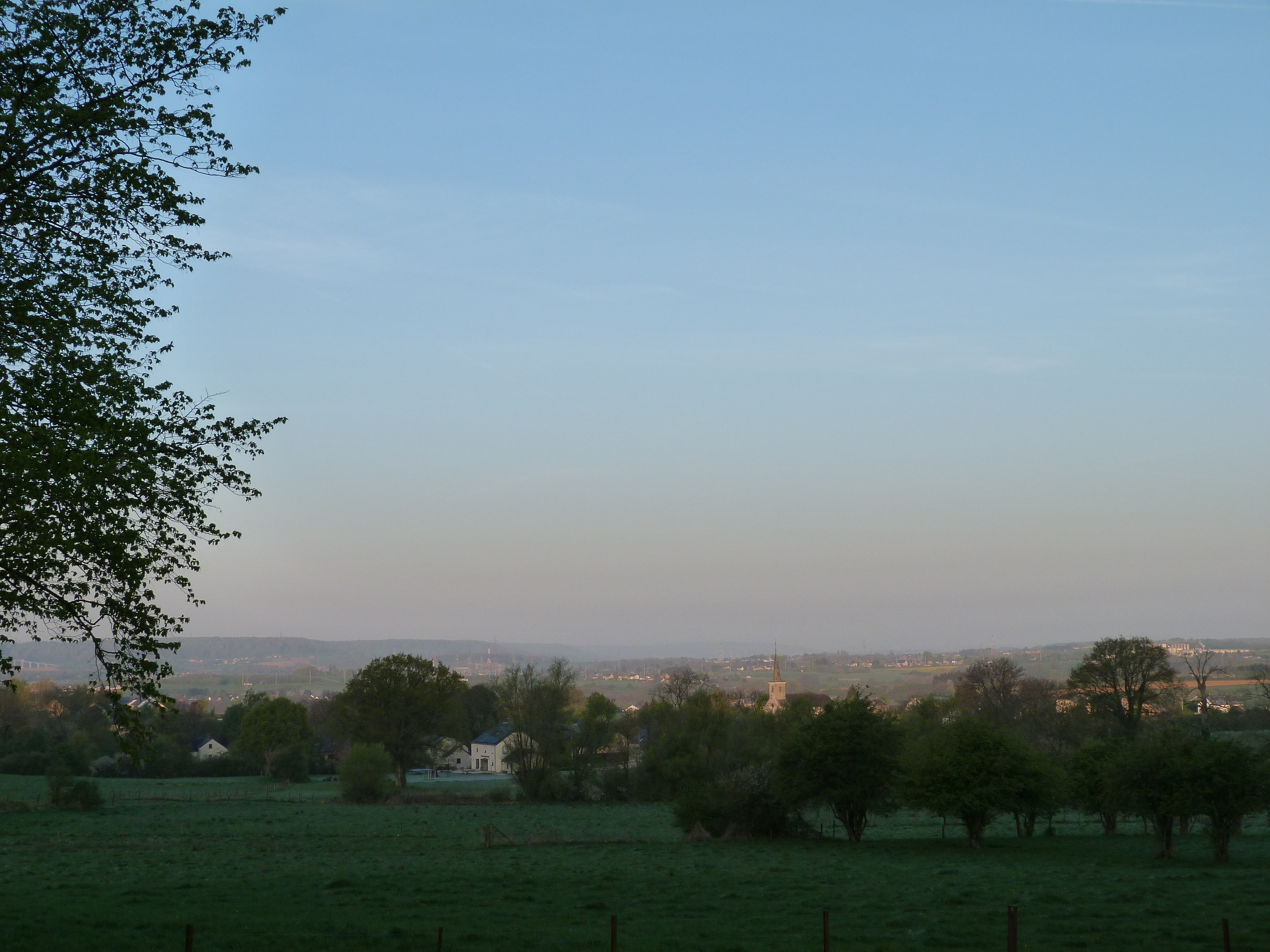
Vue du village de Guerlange depuis le lieu dit « Belleshecken ».